# 銼鱗奈氏鱈
銼鱗奈氏鱈，為輻鰭魚綱鱈形目鼠尾鱈科的其中一種。

## 分布
本魚分布於東印度洋及東南太平洋區。

## 特徵
本魚頭部有發育明顯、有角的眶下脊；吻尖突,頂端與側面的角有刺狀小瘤的鱗片。吻部下面與眶下區域部份裸露；下顎覆蓋著小型脫落性鱗片。幽門盲囊20到32個，肛門靠近腹鰭基部。體色為黑色或褐色,腹部顏色較深；魚鰭黑色；嘴暗色，背鰭硬棘2枚，體長可達30公分。

## 生態
本魚屬深海魚類，棲息深度在水深600至1500公尺，生活習性不明。

## 經濟利用
可作為食用魚。